# Genesis 2009
Genesis 2009 è stata la quarta edizione del pay-per-view prodotto dalla Total Nonstop Action Wrestling. L'evento si è svolto l'11 gennaio 2009 presso il Bojangles' Coliseum di Charlotte in Carolina del Nord.

## Risultati
Genesis 2009 è stato caratterizzato da un torneo ad otto uomini ("X Division Championship Tournament bracket" vinto da Alex Shelley) in cui era in palio il titolo TNA X Division Championship e da un "Six-Man Elimination Tag Team Match" vinto da Hernandez.
| # | Risultati | Stipulazioni | Durata |
| - | --- | --- | ------ |
| 1 | Eric Young e The Latin American Xchange (Hernandez e Homicide) hanno sconfitto Jimmy Rave, Sonjay Dutt e Kiyoshi                         | Six-man tag team elimination match | 13:43  |
| 2 | Alex Shelley ha sconfitto Chris Sabin | Single match per il titolo vacante TNA X Division Championship | 16:38  |
| 3 | Shane Sewell ha sconfitto Sheik Abdul Bashir                                                                                             | Single match | 10:18  |
| 4 | Beer Money, Inc. (James Storm e Robert Roode) (con Jacqueline) hanno sconfitto Jay Lethal e Consequences Creed (c) e Matt Morgan e Abyss | Three-way tag team match per il titolo TNA World Tag Team Championship | 15:19  |
| 5 | ODB, Taylor Wilde e Roxxi hanno sconfitto The Kongtourage (Rhaka Khan, Raisha Saeed e Sojournor Bolt)                                    | Six-knockout tag team match per un futuro incontro per il titolo TNA Women's Knockout Championship. La prima tra le lottatrici ad eseguire uno schienamento avrebbe ottenuto la possibilità di sfidare il campione in carica. | 07:44  |
| 6 | Kurt Angle ha sconfitto Jeff Jarrett | No Disqualification match | 21:59  |
| 7 | Sting (c) ha sconfitto Rhino | Single match per il titolo TNA World Heavyweight Championship | 08:18  |
| 8 | Mick Foley e The TNA Front Line (A.J. Styles e Brother Devon) hanno sconfitto Cute Kip e The Main Event Mafia (Booker T e Scott Steiner) | Six-man tag team hardcore match | 14:02  |
|   | (c) = campione in carica al momento dell'inizio del match                                                                                | |        |

### Torneo per il titolo X Division
Riferimento alla seconda riga della tabella soprastante.
|  | Quarti di finale (Puntata precedente di TNA Impact!) | Quarti di finale (Puntata precedente di TNA Impact!) | Quarti di finale (Puntata precedente di TNA Impact!) |              |              | Semifinale (Puntata precedente di TNA Impact!) | Semifinale (Puntata precedente di TNA Impact!) | Semifinale (Puntata precedente di TNA Impact!) |  |  | Finale (Questo Genesis) | Finale (Questo Genesis) | Finale (Questo Genesis) |
|  |                                                      |                                                      |                                                      |              |              |                                                |                                                |                                                |  |  |                         |                         |                         |
|  |                                                      | Eric Young                                           | Schienamento                                         |              |              |                                                |                                                |                                                |  |  |                         |                         |                         |
|  |                                                      | Sheik Abdul Bashir                                   |                                                      |              |              |                                                |                                                |                                                |  |  |                         |                         |                         |
|  |                                                      |                                                      | Eric Young                                           |              |              |                                                |                                                |                                                |  |  |                         |                         |                         |
|  |                                                      |                                                      |                                                      |              |              |                                                |                                                |                                                |  |  |                         |                         |                         |
|  |                                                      |                                                      | Alex Shelley                                         | Schienamento |              |                                                |                                                |                                                |  |  |                         |                         |                         |
|  |                                                      | Alex Shelley                                         | Alex Shelley                                         | Schienamento | Schienamento |                                                |                                                |                                                |  |  |                         |                         |                         |
|  |                                                      | Alex Shelley                                         |                                                      |              | Schienamento |                                                |                                                |                                                |  |  |                         |                         |                         |
|  |                                                      | Jay Lethal                                           |                                                      |              |              |                                                |                                                |                                                |  |  |                         |                         |                         |
|  |                                                      |                                                      |                                                      |              |              |                                                |                                                |                                                |  |  |                         | Alex Shelley            | Schienamento            |
|  |                                                      |                                                      |                                                      | Chris Sabin  | 16:38        |                                                |                                                |                                                |  |  |                         |                         |                         |
|  |                                                      | Chris Sabin                                          | Schienamento                                         |              |              |                                                |                                                |                                                |  |  |                         |                         |                         |
|  |                                                      | Sonjay Dutt                                          |                                                      |              |              |                                                |                                                |                                                |  |  |                         |                         |                         |
|  |                                                      |                                                      | Chris Sabin                                          | Schienamento |              |                                                |                                                |                                                |  |  |                         |                         |                         |
|  |                                                      |                                                      |                                                      | Schienamento |              |                                                |                                                |                                                |  |  |                         |                         |                         |
|  |                                                      |                                                      | Kiyoshi                                              |              |              |                                                |                                                |                                                |  |  |                         |                         |                         |
|  |                                                      | Consequences Creed                                   |                                                      |              |              |                                                |                                                |                                                |  |  |                         |                         |                         |
|  |                                                      |                                                      |                                                      |              |              |                                                |                                                |                                                |  |  |                         |                         |                         |
|  |                                                      | Kiyoshi                                              | Schienamento                                         |              |              |                                                |                                                |                                                |  |  |                         |                         |                         |

### Six-Man Elimination Tag Team Match
| 1          | Eric Young  | Sonjay Dutt | 10:33     |           |           |
| 2          | Homicide    | Jimmy Rave  | 11:25     |           |           |
| 3          | Kiyoshi     | Hernandez   | 12:45     |           |           |
| 4          | Sonjay Dutt | Hernandez   | 13:03     |           |           |
| 5          | Jimmy Rave  | Hernandez   | 13:43     |           |           |
| Vincitore: | Hernandez   | Hernandez   | Hernandez | Hernandez | Hernandez |